# Cèlas (Cantal)
Cèlas (frances: Celles) és un antic municipi francès, situat al departament de Cantal i a la regió d'Alvèrnia-Roine-Alps. El 1er de gener de 2017 va integrar el municipi nou de Neussargues en Pinatelle.